# Molo di Hastings

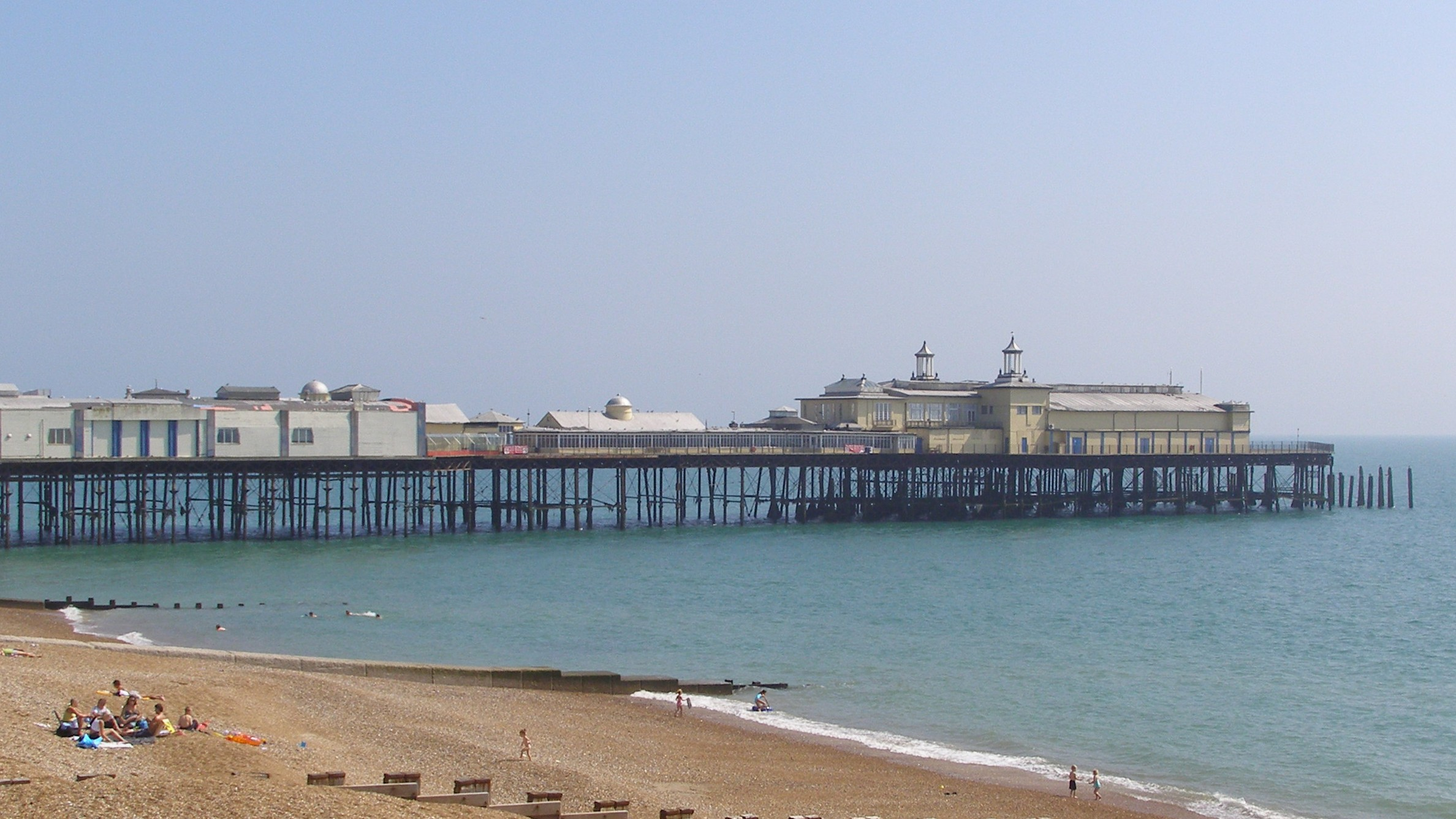
Vista panoramica del molo

Il Molo di Hastings, in lingua inglese Hastings Pier, è un molo turistico di Hastings, situato nell'East Sussex, in Inghilterra.

## Storia
Il molo fu inaugurato il 5 agosto 1872 dal Conte di Granville, all'epoca Lord guardiano dei cinque porti. Progettato da Eugenius Birch, che aveva al suo attivo la realizzazione del West Pier di Brighton e dell'Eastbourne Pier, fu considerato innovativo rispetto alla tecnologia e ai materiali del tardo periodo vittoriano. Il molo fu costruito da un'impresa locale (il cui nome non è pervenuto) e commissionato dalla R Laidlaw & Son di Glasgow.. Alla cerimonia e al successivo pranzo di inaugurazione presenziarono 600 ospiti.

Il molo di Hastings nel 1905

Era dotato di un padiglione con 2.000 posti a sedere che fu distrutto da un incendio nel 1917.. La struttura fu riscostruita nel 1922 e ospitò numerosi artisti famosi, soprattutto tra gli anni '60 e anni '70, quali i Rolling Stones, gli Who, Jimi Hendrix, i Genesis, Tom Jones, i Ten Years After, e i Pink Floyd. Syd Barrett, fondatore di questi ultimi, si esibì dal vivo per l'ultima volta con il gruppo il 20 gennaio 1968.
Durante gli anni 30, il padiglione fu restaurato e arricchito con decorazioni Art déco. Negli anni successivi fu oggetto di nuovi interventi di manutenzione e miglioramento, rimanendo chiuso durante gli anni della Seconda Guerra Mondiale. Nel 1966 ospitò l'esposizione dell'Hastings Embroidery, un ciclo di 27 pannelli illustrati, rilettura in chiave moderna dell'Arazzo di Bayeux, realizzati per celebrare il novecentesimo anniversario dalla battaglia di Hastings.
La struttura fu dichiarata Listed building nel 1976, ma solo in singole parti, per cui i successivi proprietari poterono apportare diverse modifiche.
Nel 1990 fu pesantemente investito da una mareggiata con oltre un milione di sterline di danni. Messo in vendita nel 1996, non attirò l'interesse dei compratori a causa della necessità di ulteriori costose opere di manutenzione e consolido strutturale e finì in una procedura liquidatoria che ne dispose la chiusura nel 1999.
La vendita fu realizzata nel 2000, cosa che permise la riapertura nel 2002. Nel 2004 cambiò ancora proprietario venendo acquisito dalla società offshore Ravenclaw.
A causa del precario stato conservativo, il suo accesso fu chiuso al pubblico per un certo periodo prima di essere completamente interdetto per motivi di sicurezza nel 2008.

## Incendio e ricostruzione
Proprio mentre l'opinione pubblica locale premeva per il suo recupero, il 5 ottobre 2010 vi scoppiò un furioso incendio. Sebbene i pompieri fossero intervenuti in brevissimo tempo, il 95% della struttura risultò distrutto o danneggiato. Due persone furono fermate con l'accusa di essere i piromani ma nessuna accusa fu poi ufficializzata. L'Hastings Pier Charity supervisionò e condusse un progetto di ricostruzione supportato dalle lotterie nazionali e progettato dallo studio di architettura dRMM (vincitore del Premio Stirling 2017 per l'architettura.,) fino alla riapertura nel molo avvenuta il 27 aprile 2016.

## Situazione attuale
A causa dell'insolvenza dell'Hastings Pier Charity, nel 2018 il molo è stato acquistato dall'imprenditore alberghiero Sheikh Abid Gulza, già proprietario del molo di Eastbourne.